# Kassel-Oberzwehren (stacja kolejowa)
Kassel-Oberzwehren – przystanek kolejowy w Kassel, w kraju związkowym Hesja, w Niemczech.